# Santa Maria del Vilar (Reiners)

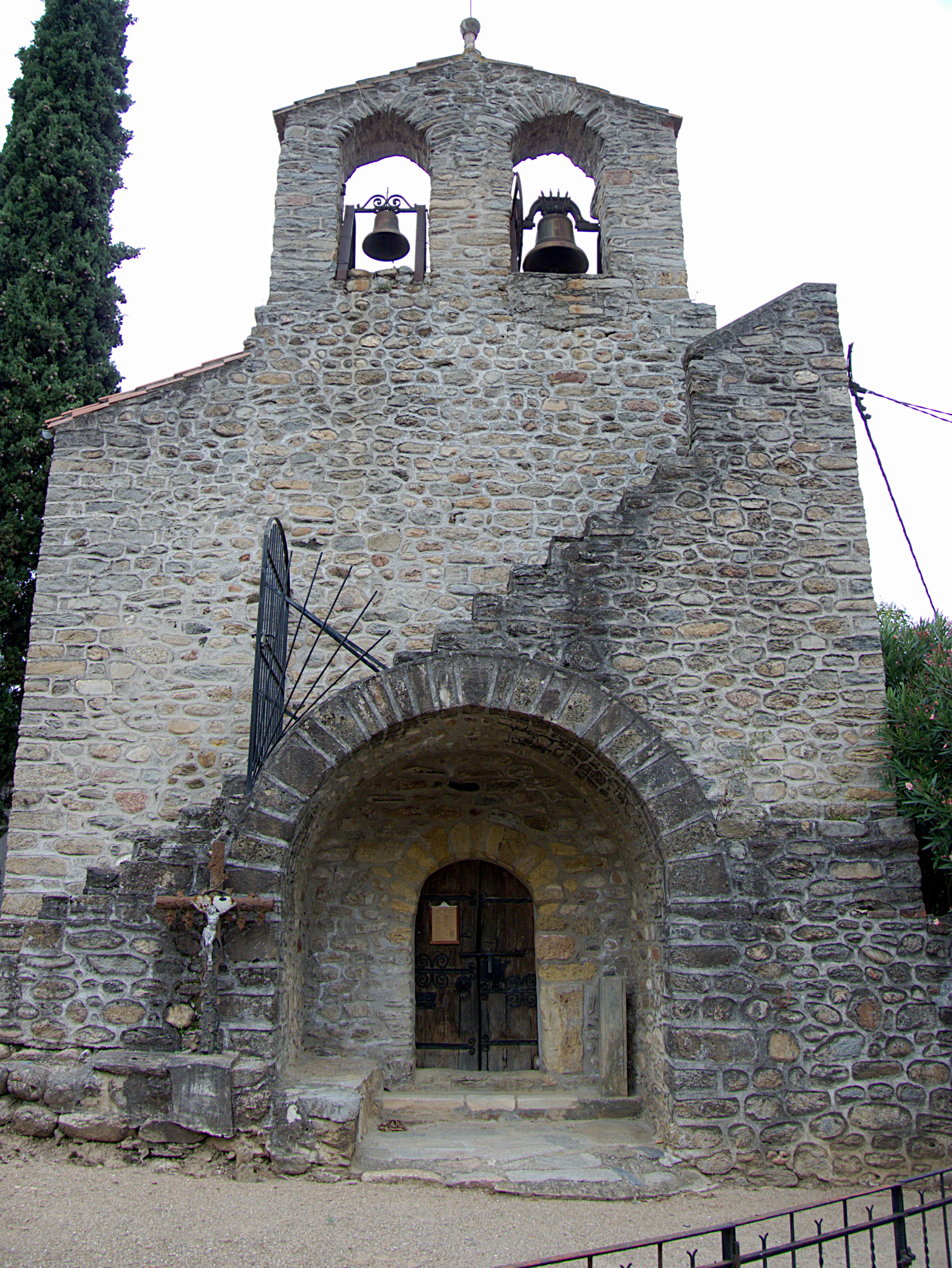
Façana occidental de l'església

L'església de Santa Maria del Vilar és l'església parroquial del poble del Vilar de Reiners, pertanyent a la comuna de Reiners, de la comarca del Vallespir (Catalunya del Nord).
Està situada al nord-oest del terme de Reiners, en el petit nucli del Vilar, a l'esquerra del Tec.

## Història
En el testament de Bernat Tallaferro, comte de Besalú mort l'any 1020, apareix el primer esment d'aquesta església: el comte llega al monestir de Santa Maria d'Arles un alou situat en el Vilar de Santa Maria. El 15 de febrer del 1114, el bisbe d'Elna Pere Bernat consagrà el temple actual, situat al Vilar de Gennó, segons l'acta de consagració. Aquest mateix bisbe cedí l'església de Santa Maria del Vilar al monestir canonical del Camp, del proper terme rossellonès de Paçà. El 1163 el papa Alexandre III confirmava aquesta donació.

## Característiques

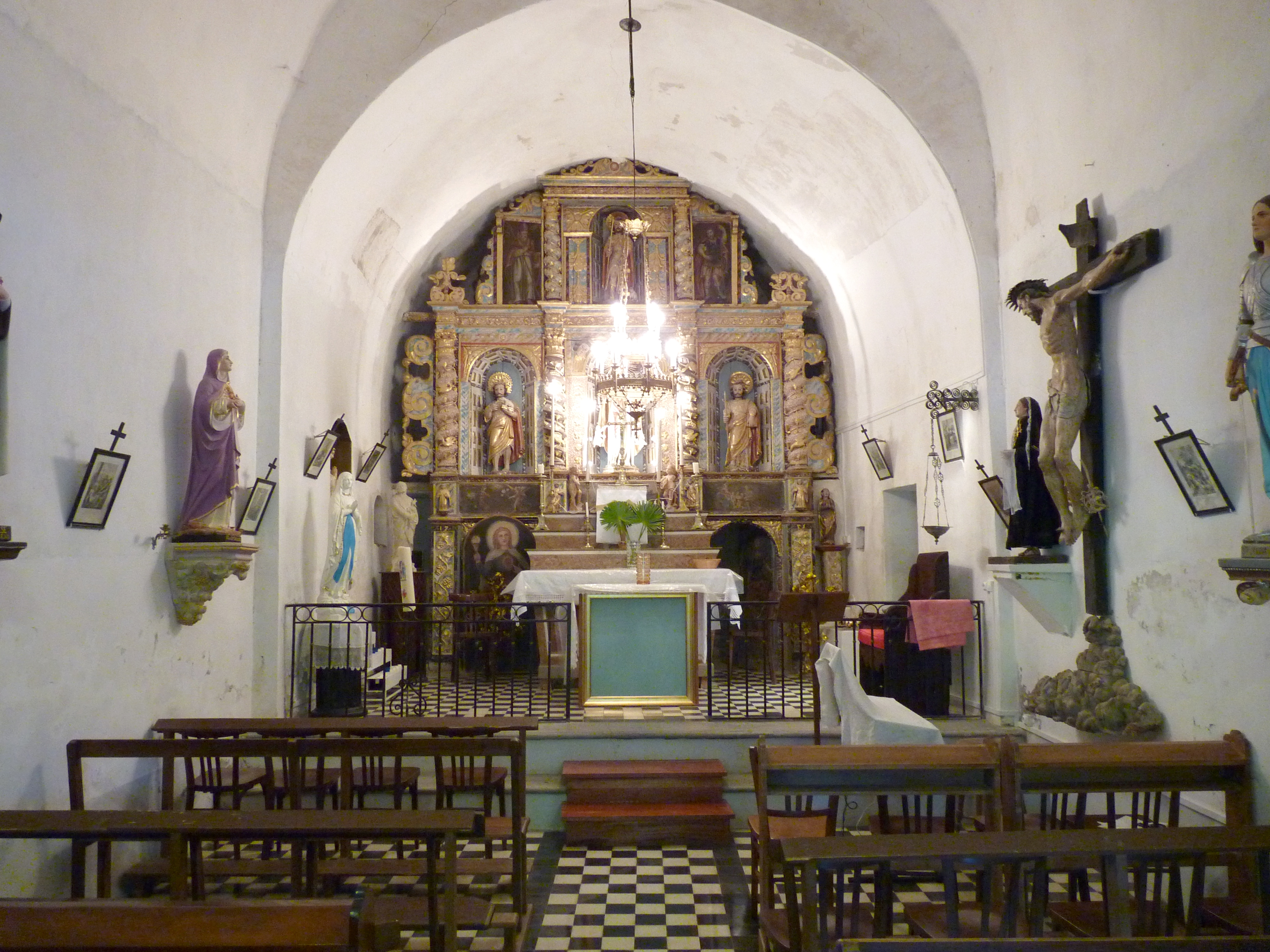
Interior de la nau

Santa Maria del Vilar és una església romànica d'una sola nau, capçada a llevant per un absis quadrat profund i quasi tan ample com la nau, tal vegada reminiscència del preromànic. Cobreix la nau una volta de canó de mig punt. A ponent es troba el frontis de l'església, coronat per un campanar d'espadanya de dos arcs de mig punt, fets amb lloses disposades en vertical. Creua la façana del frontis, de baix a l'esquerra a dalt a la dreta, l'escala de pedra d'accés a la teulada i l'espadanya, que deixa sota seu un arc de punt rodó que fa de porxo a la porta d'entrada a l'església. La porta és d'un sol arc de mig punt, amb dovelles curtes i estretes, fetes de pedra tosca o de travertí.

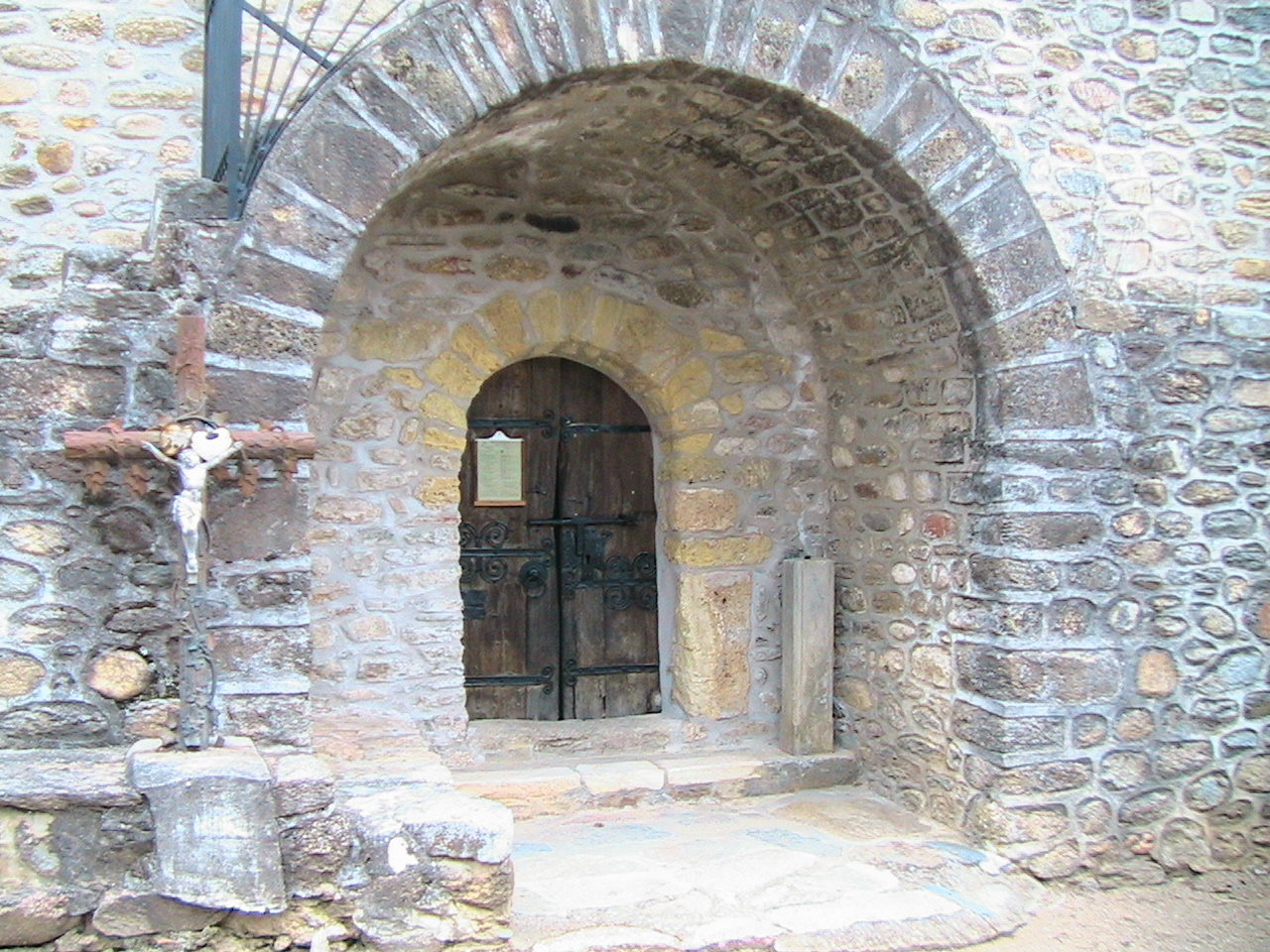
Detall de la porta

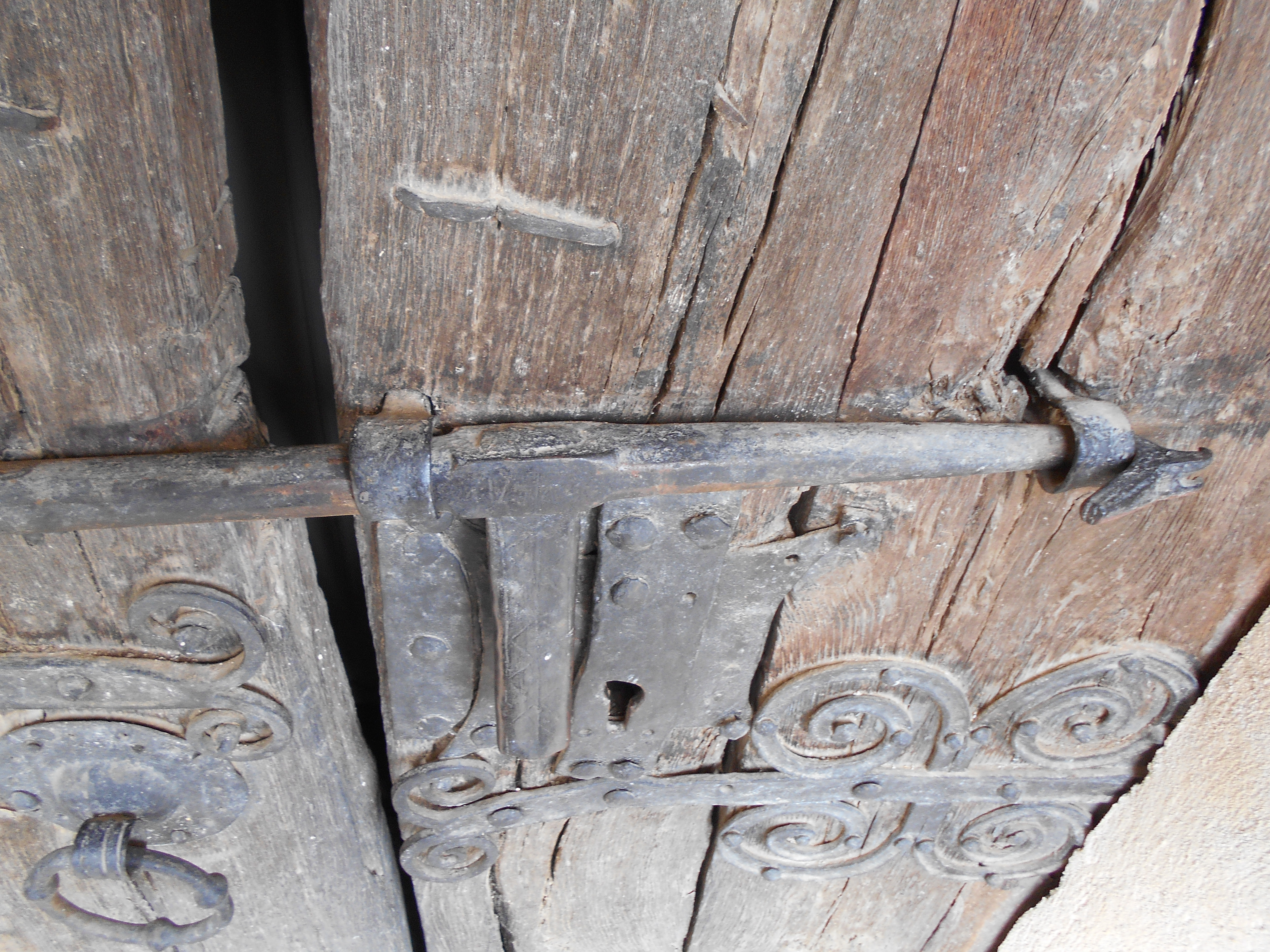
Forrellat romànic

El costat oriental de l'absis conserva l'única església original de l'església. És una finestra rectangular amb forma de sagetera, d'un sol vessant i amb una petita llinda. L'emmarquen pedres força polides i ben tallades, que contrasten fortament amb la resta de l'aparell dels murs del temple.

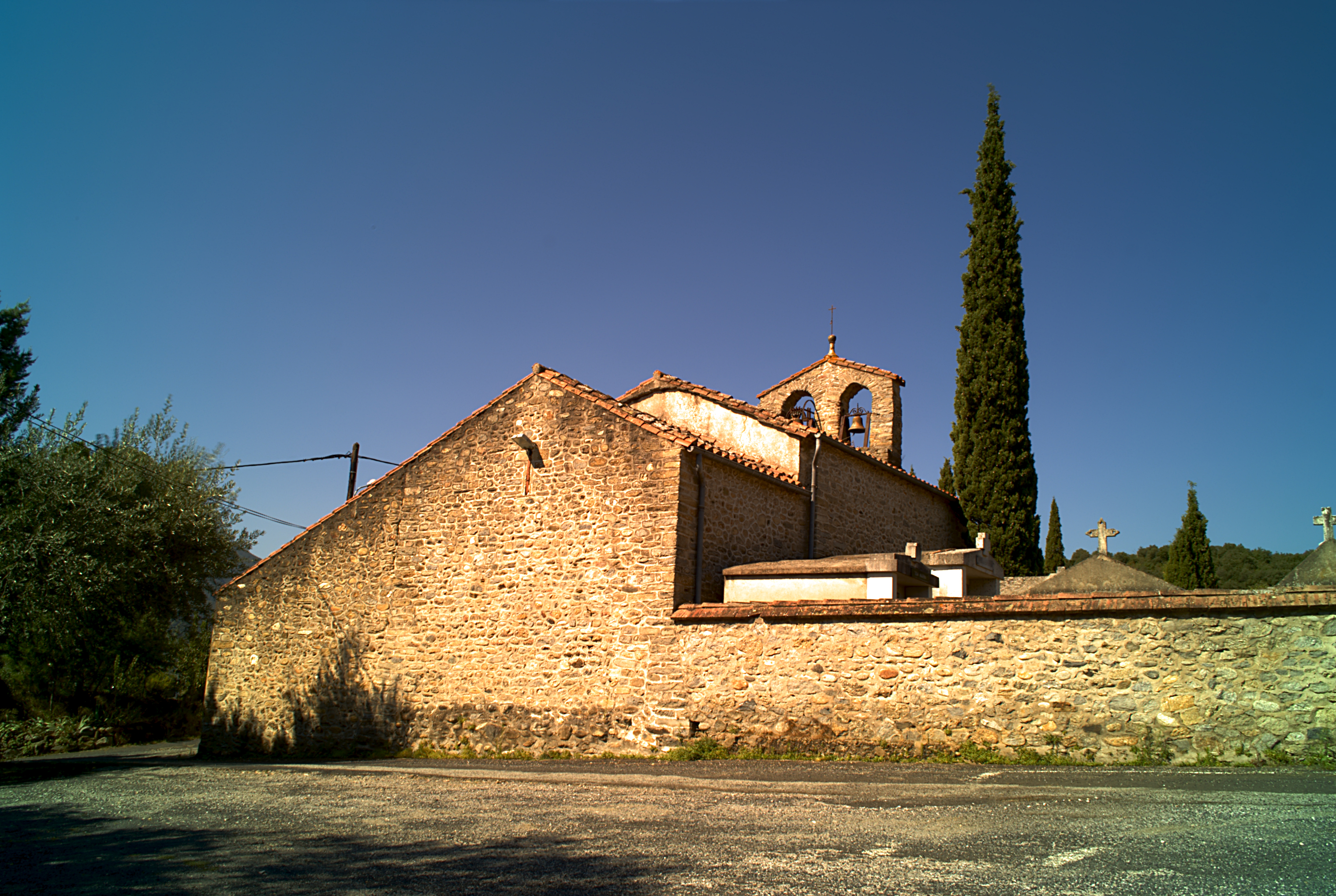
L'absis quadrat

Els murs de la nau són blocs principalment de granit grossos, regulars i disposats en filades regulars. Les cantonades són fetes de carreus estrats disposats de través i al llarg.
Diversos elements desfiguren una mica l'església romànica: una sagristia afegida al costat meridional de l'absis, molt tardana, i una restauració més que discutible, que ha afegit ciment a les parets mal repicades i ha actuat excessivament a l'interior de la nau.
L'interior de l'església conserva una pila baptismal de forma semiesfèrica, amb una motllura horitzontal a la vora superior, que compta amb una tapa de fusta revestida de cuir clavetejat.
Els batents de la porta de l'església conserven la ferramenta de tradició romànica, amb un forrellat de forja que conserva uns gravats també de tradició romànica.